# Hyssopus tephridus
Hyssopus tephridus är en stekelart som beskrevs av Yefremova 1997. Hyssopus tephridus ingår i släktet Hyssopus och familjen finglanssteklar.
Artens utbredningsområde är Tyskland. Inga underarter finns listade i Catalogue of Life.